# Indisk stjärnsköldpadda
Indisk stjärnsköldpadda (Geochelone elegans) är en sköldpaddsart som beskrevs av Johann David Schoepff 1795. Arten ingår i släktet Geochelone och familjen landsköldpaddor. IUCN kategoriserar den indiska stjärnsköldpaddan globalt som livskraftig. Inga underarter finns listade i Catalogue of Life.

## Utbredning
Den indiska stjärnsköldpaddan lever i Indien, utbredningsområdet sträcker sig från Odisha i öst till Sindh och Kutch i väst samt hela vägen till den södra spetsen av halvön. Arten finns även i Pakistan och på Sri Lanka. 